# Cartierul Zorilor din Cluj-Napoca

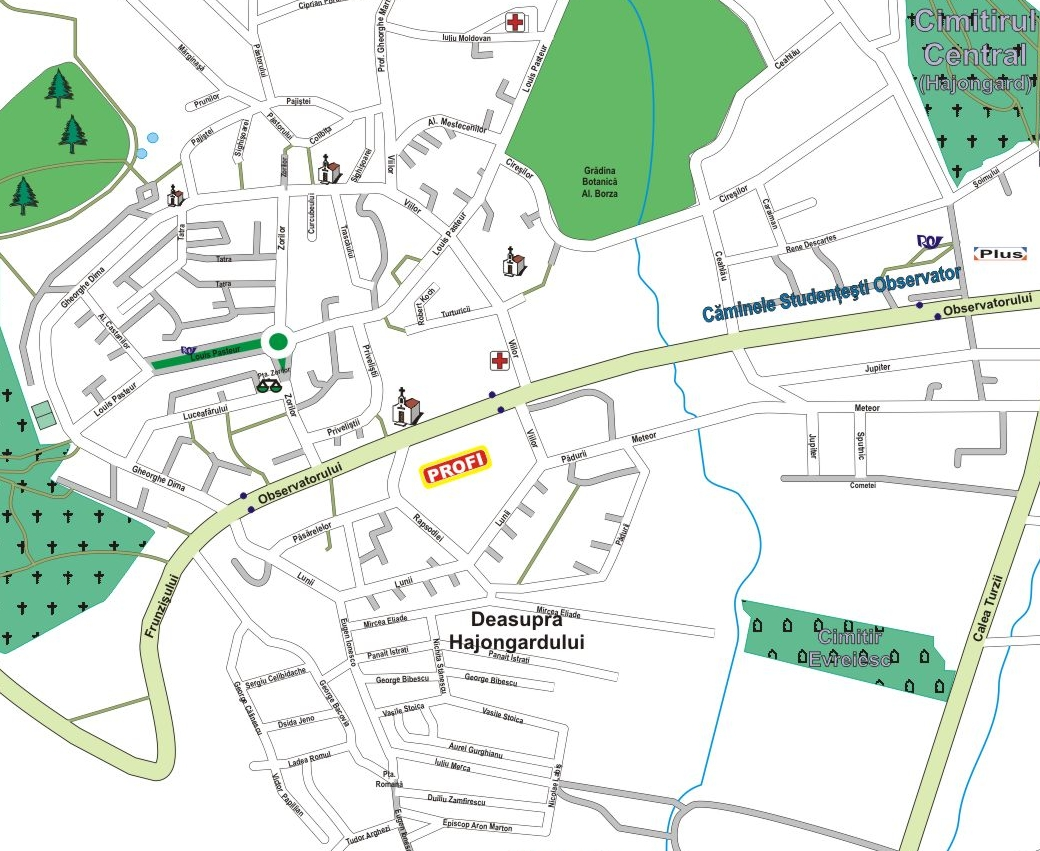
Harta Cartierului Zorilor

Zorilor (maghiară Hajnalnegyed) este un cartier al municipiului Cluj-Napoca, situat în sudul orașului.

## Istoric
Până la pierderea rolului defensiv a cetății orașului și demantelarea zidului și turnurilor sudice, singura dezvoltare la sud de acestea a fost cimitirul central, cimitirul Hajongard. Construcțiile au apărut treptat începând cu secolul al XIX-lea pe drumul spre Turda (Calea Turzii), precum și pe străzile Republicii, Victor Babeș, Marinescu.
Mare parte a teritoriului ocupat azi de construcții a fost ocupat de grădini și ogoare, zone mlăștinoase, si locuințe răzlețe care se întindeau în vest până la actuala stradă Zorilor și spre Nord până la strada Meteor. La vest de strada Zorilor, teritoriul a rămas neocupat de construcții, fiind până la demararea lucrărilor de construcție a cartierului (1980) folosit ca teren agricol și vie, pe întreg versantul ce coboară spre cartierul Mănăștur.
În zona actualelor străzi Pajiștei, Sighișoarei, Marinescu, și Zorilor a exista deja pe la mijlocul sec. XX un nucleu închegat și dens de locuințe, numit cartierul Sinuța. Zona nu a făcut decât parțial obiectul sistematizărilor din anii 1980, caracterul său (străzi înguste, cu traseu sinuos și locuințe dense) păstrându-se până astăzi.
La finalul anilor 1960, se ridică campusul Observator (7 cămine studențești, Bibliotecă+cantină, grădiniță) la nord de strada Observatorului.
Creearea de locuri de muncă în oraș a condus la creșterea populației orașului și la necesitatea acomodării acestor persoane în urbe, iar dată fiind apropierea de centrul orașului, s-a decis extinderea acestuia la sud de cimitirul central și Grădina Botanică. 
Schița de sistematizare a cartierului a fost realizată printre alții de arh. Emanoil Tudose, la finele anilor 1970, urmând ca edificarea cartierului să se realizeze ulterior în trei etape distincte, extinderi succesive:
- Zorilor Nord (la N de str. Observatorului) 1980-1985
- Zorilor Sud 1 (la S de str. Observatorului, în est până la str. Pădurii)1983-1986
- Zorilor Sud 2 (la S de str. Observatorului, în est până la Calea Turzii) 1987-1988

La finele anilor 1980, cartierul actual era în mare măsură construit; au rămas totuși câteva terenuri virane, neamenajate pe care s-au construit în anii 1990 Imobile de locuințe colective pentru Tineri, iar mai recent, parcul Observator (inaugurare 2024).
Începând cu anii 2000, cartieul a devenit unul ”interior” orașului, prin dezvltarea la sud a cartierului Europa, si la S-E a cartierului Bună ziua.

## Descriere
Sistematizarea cartierului a urmărit construirea de locuințe colective, dotări educaționale și de sănătate, amenajarea de zone verzi, complexe comerciale de vecinătate și infrastructura (străzi, piețe). Cea mai mare parte a populației cartierului locuiește în blocuri de locuințe de 4-10 etaje. 

### Servicii și Dotări de cartier
În concepția inițială, planificată a cartierului, s-au conturat trei nuclee pentru zonele de servicii și dotări:
1. centrul de cartier Zorilor Sud - amplasat pe strada Louis Pasteur, se constituie ca un largo orientat E-V, cu trotuare ample și o fâșie centrală de spațiu verde, mărginită de partere comerciale și de servicii. Spațiile cuprind printre altele: comerț alimentar, comerț cu amănuntul, localuri de alimentație publică (restaurante, baruri, cafenele), agenții bancare, farmacii, săli de fitness, oficiul Poștal nr. 6, magazine specializate pentru copii, alte servicii (frizerii, saloane), Complexul de cartier Zorilor, Piața Agroalimentară, clubul Pensionarilor, Pimăria de cartier.
2. centrul de cartier Zorilor Nord- amplasat pe o terasă înaltă la str. Observatorului, la intersecția cu str. Lunii; este format din serviciile si dotările dispuse la parter-ul si primul nivel al celor trei imobile P+10.
3. zona Zorilor Sud 2 - Un pol important de servicii, comerț și dotări s-a dezvoltat în timp la capătul estic al străzii Observator, la intersecția cu Calea Turzii, prin reconversia fostei întreprinderi de Electronică Industrială și Automatizări (IEIA) în clădire de birouri si galeriile comerciale Sigma. Peste drum, in completarea unor functiuni medicale si de servicii, se regăsesc:

- Biblioteca Județeană Octavian Goga - secția Zorilor
- Secția de Poliție nr. 6
- Universitatea de Artă și Design (UAD)- sectia Foto-Video si amfiteatrul
- Clubul Pensioarilor Observator

Începând cu anii 1990, s-au dezvoltat spații de servicii la parterele multor imobile de locuințe din cartier, care suplinesc și completează spațiile inițiale.
În ultimii ani a început o dezvoltare imobiliară intensă în partea sudică a cartierului (zona denumită și cartierul "Europa") sau la sud de Cartierul Andrei Mureșanu din Cluj-Napoca (cartierul Bună Ziua). Populația redusă a acestor zone are un nivel de trai ridicat, ea locuind atât în vile individuale, familiale, modulare, cât și în vile comune sau blocuri de locuințe cu 2, 3 sau mai multe apartamente, construite la comun.
La începutul anului 2008 oficialitățile clujene au avizat construcția a 2 turnuri de peste 30 de etaje lângă Sigma Shopping Center.

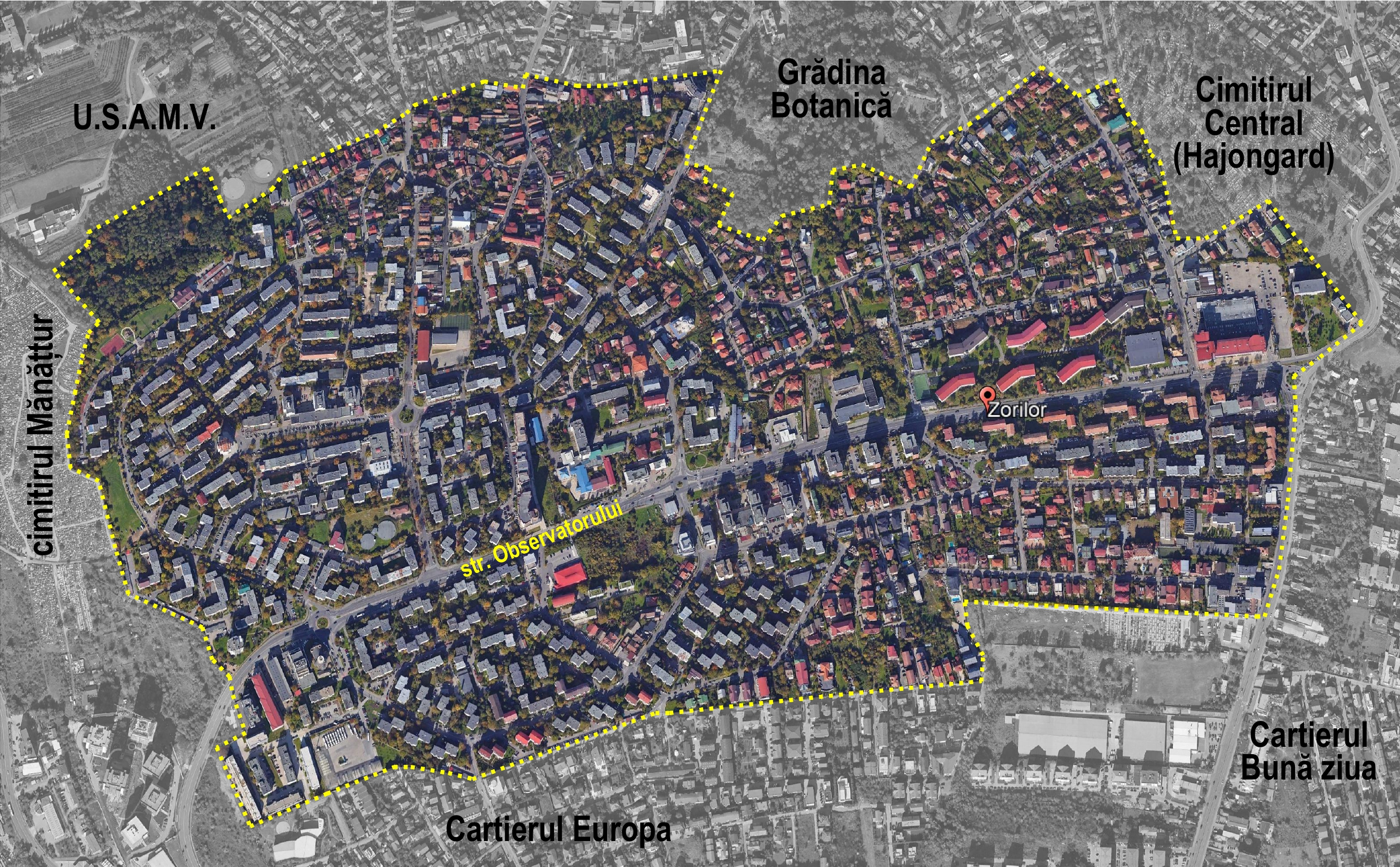
Strada Observatorului reprezintă principala arteră de circulație a cartierului. Cartierul este delimitat de obiectivele marcate.

## Parcuri, Grădini și zone verzi
- Parc de joacă pentru copii (zona P-ța Zorilor)
- Parcul Iuliu Prodan
- Grădina Botanică Alexandru Borza (la limita nordică, cu cartierul central)
- Parcul Observator (în curs de amenajare)
- Parcul Gheorghe Dima (planificat)

Cartierul beneficiază de numeroase parcuri de joacă pentru copii amplasate pe zonele verzi dintre imobillele de locuințe colective.

## Lăcașuri de cult
Toate lăcașurile de cult s-au construit începând cu anii 1990, pe amplasamente rămase neocupate în urma construirii cartierului planificat în anii 1980:
- Biserica Pogorârea Sfântului Duh (c. Ortodox)
- Biserica Greco Catolică Sfântul Ilie
- Biserica Cuvioasa Parascheva(c. Ortodox)
- Biserica Greco-Catolică Sfânta Familie
- Biserica Penticostală Betel
- Parohia Ortodoxă Învierea Domnului

## Instituții Educaționale și dotări culturale

#### Învățământ preșcolar
- Creșa nr.6 Motanul Încălțat
- Grădinița Zâna Zorilor
- Grădinița cu Program Prelungit Helen
- Grădinița Panda

#### Învățământ preuniversitar
- Liceul de Informatică Tiberiu Popoviciu

#### Învățământ Superior
- Universitatea Tehnică din Cluj Napoca (UTCN) - Facultatea de Construcții
- UTCN - Facultatea de Arhitectura și Urbanism
- UTCN - Facultatea de Automatica si Calculatoare
- Universitatea de Artă și Design (UAD)- sectia Foto-Video si amfiteatrul
- Campusul Observator si Biblioteca UTCN

la limita nordică, cu cartierul central:
- Universitatea de Medicină și Farmacie Iuliu Hațieganu

#### Biblioteci
- Biblioteca Județeană Octavian Goga - secția Zorilor
- Biblioteca UTCN

## Instituții Medicale
Împreună cu zona centrală a orașului, cartierul Zorilor reprezintă zona medicală a orașului, datorită câtorva dotări regionale, care deservesc câteva județe învecinate:
- Spitalul de Recuperare
- Spitalul de Boli Infecțioase

Oferta medicală este completată de numeroase clinici, cabinete medicale, centre de recuperare, cabinete stomatologice, centre de imagistică etc, apărute începând cu anii 1990.

## Urbanism, Arhitecura, Clădiri

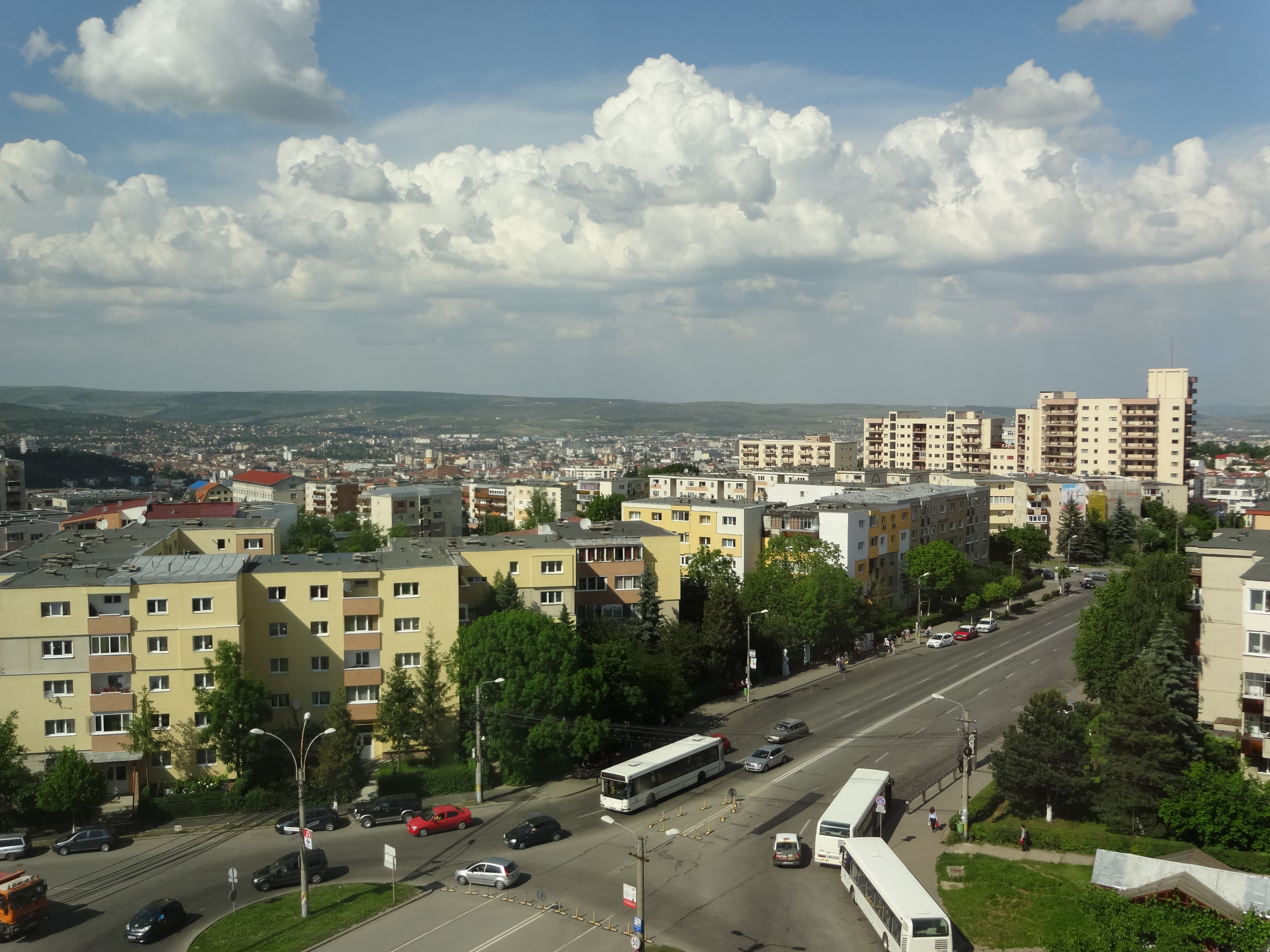
Zorilor cu Spitalul de Recuperare

Din punct de vedere urbanistic, dezvoltărea inițială(ante 1980, locuințe) cât și cea din proiectul de sistematizare se înscriu în principiile urbanismului liber (deschis), princiipii descrise in charta de la Atena,și larg folosite în reconstructia si constructia cartierelor din întreaga lume de după război. Centrul de cartier Zorilor Nord este proiectat în front continuu/discontinuu, mărginind largo-ul cu partere comerciale si de servicii.
Blocul turn P+M+10 - arh. Dan Mitrici. Închide capătul estic al centrului de cartier, caracteristică este imaginea de ”fronton” a fațadei, dată de acoperișul șarpantă în 2 ape. Este un reper vizibil de la depărtare.
Complexul Comercial -arh. Mircea Sergiu Moldovan. La intersecția străzilor Zorilor și Pasteur; arhitectură de inspirație Brutalistă; imaginea actuală nu corespunde întrutotul cu originalul.
Blocul turn S+P+10+Th - colectiv, viitorul birou Interproiect. Ocupă o poziție dominantă la intrarea în cartier venind dinspre Mănăștur; închide pespectiva spre vest în lungul străzii Observatorului; arhitectură posmodernistă cu fațade cortină (”blocul din capăt Zorilor”).
Cele mai importante clădiri din Zorilor și cartierele adiacente sunt:
- Clădirea "Sigma Center" (fostă IEIA);
- Clinica de Boli Profesionale;
- Clinica de Boli Infecțioase
- Spitalul de Recuperare;

## Artere importante
Cele mai importante artere rutiere care leagă Cartierul Zorilor de celelalte cartiere și de zona centrală sunt:
- Calea Turzii;
- Strada Observatorului;
- Strada Frunzișului (fosta "Variantă" Mănăștur - Zorilor).